# 帝位継承法 (満洲国)
帝位継承法（ていいけいしょうほう、旧字体：帝󠄁位繼承法）は、満洲国皇帝の帝位継承について定めた満洲国の法律。

## 概要
1934年（大同3年）3月1日、満洲国執政・愛新覚羅溥儀は満洲国皇帝に即位して康徳に改元。同時に満洲国の憲法に相当する組織法を制定した。組織法第1章「皇帝」で満洲国皇帝に関する条項が規定されており、第1條で「満洲帝國ハ皇帝之ヲ統治ス」と定められたが、帝位継承に関しては同條第2項で「帝位ノ継承ハ別ニ定ムル所ニ依ル」と別途定めるとされた。
帝政移行から3年を経た1937年（康徳4年）3月1日、満洲国の帝位継承に関して定めたのが本法である。同日付の『政府公報』號外に掲載されて公布され、即日施行された。1945年（康徳12年）8月18日、満洲国皇帝（康徳帝）の退位と満洲国の解散に伴い、本法も失効した。
なお、『滿洲國法令輯覧』では「基本法 帝室篇」に分類されており、組織法と同様に法令番号が存在しない特別な法規である。

## 条文
以下は、『政府公報』號外及び『滿洲國法令輯覧』に記載された公布時の条文である。
第1條で満洲帝国の帝位は康徳皇帝（愛新覚羅溥儀）の男系子孫の男子が永久に継承するとされ、溥儀を始祖とする王朝である事が明記された。
第2條から第8條までは帝位継承順序について定めたものである。
第2條で帝位は帝長子（皇帝の長男）に伝えるとされた。第3條で帝長子が不在の場合は帝長孫（帝長子の子、皇帝の孫）に伝えるとされ、帝長子及びその子孫が不在の場合は帝次子（皇帝の次男）及びその子孫に伝えるとされた。第4條で帝子孫（皇帝の子孫）が帝位を継承するのは嫡出が先とされ、帝庶子孫（皇帝の庶子に連なる子孫）が帝位を継承するのは帝嫡子孫（皇帝の嫡子に連なる子孫）が不在の場合に限るとされた。
第5條で帝子孫が不在の場合は帝兄弟（皇帝の兄弟）及びその子孫に伝えるとされ、第6條で帝兄弟及びその子孫が不在の場合は帝伯叔父（皇帝の伯叔父）及びその子孫に伝えるとされた。第7條で帝伯叔父及びその子孫が不在の場合は最近親の者及びその子孫に伝えるとされ、第8條で帝兄弟以上の場合は同等（同一親等）内に於いて嫡出が先で庶出を後に、年長者を先に年少者を後とした。
第9條で帝嗣（帝位継承者）の精神若しくは身体の不治の重患があり、又は重大な事故があるときは参議府に諮詢し、前数條により継承順序を換えることができるとされ、第10條で帝位継承の順位は総て実系（実際の血統）によるとされた。
なお、日本語表記された本法のうち、第2條から第8條については、「皇」と「帝」、文語体での濁点の有無（「サ」と「ザ」）を除き、日本の皇室典範と全く同一の条文である。第9條についても、「皇嗣」と「帝嗣」の他に、皇室典範で「皇族会議及枢密顧問」と記載された箇所が、帝位継承法では「参議府」に置き換えられたのみで同一の条文である。
第10條は皇室典範第58條「皇位繼承ノ順序ハ總テ實系ニ依ル現在皇養子皇猶子又ハ他ノ繼嗣タルノ故ヲ以テ之ヲ混スルコトナシ」の前半部分に相当し、帝位継承の順位は総て実系（実際の血統）によるとされ、養子・猶子となって法定血縁が上位の者でも、自然血縁（実系）が下位であれば帝位継承の順位も下位とされた。